# Francisco I. Madero 2da. Sección
Francisco I. Madero 2da. Sección är en ort i Mexiko.   Den ligger i kommunen Ixtapangajoya och delstaten Chiapas, i den sydöstra delen av landet, 700 km öster om huvudstaden Mexico City. Francisco I. Madero 2da. Sección ligger 176 meter över havet och antalet invånare är 206.
Terrängen runt Francisco I. Madero 2da. Sección är kuperad. Runt Francisco I. Madero 2da. Sección är det ganska tätbefolkat, med 52 invånare per kvadratkilometer. Närmaste större samhälle är Teapa, 9,4 km norr om Francisco I. Madero 2da. Sección. Omgivningarna runt Francisco I. Madero 2da. Sección är en mosaik av jordbruksmark och naturlig växtlighet.